# Jack the Nipper
Jack the Nipper is een computerspel dat werd ontwikkeld en uitgegeven door Gremlin Graphics. Het spel werd uitgebracht in 1986 voor verschillende homecomputers. In 2011 volgde een versie voor de iPad en de iPhone. Het platformspel omvat 50 schermen die getoond worden in 3D perspectief. Het doel van het spel is de naughtyometer op 100% te krijgen.

## Platforms
| Jaar | Platform                                    |
| ---- | ------------------------------------------- |
| 1986 | Amstrad CPC, Commodore 64, MSX, ZX Spectrum |
| 2011 | iPad, iPhone                                |

## Ontvangst
| Beoordeeld door                       | Platform     | Datum          | Score |
| ------------------------------------- | ------------ | -------------- | ----- |
| Sinclair User                         | ZX Spectrum  | augustus 1986  | 100%  |
| Crash!                                | ZX Spectrum  | juli 1986      | 93%   |
| Crash!                                | ZX Spectrum  | augustus 1989  | 90%   |
| CPC Game Reviews                      | Amstrad CPC  | 2004           | 90%   |
| Your Sinclair                         | ZX Spectrum  | september 1986 | 90%   |
| Your Sinclair                         | ZX Spectrum  | september 1989 | 82%   |
| Happy Computer                        | Amstrad CPC  | oktober 1986   | 74%   |
| ACE (Advanced Computer Entertainment) | Commodore 64 | november 1989  | 60%   |